# Пинки, Элмайра и Брейн
«Пинки, Элмайра и Брейн» (англ. Pinky, Elmyra & the Brain) — американский мультсериал Стивена Спилберга, являющийся продолжением мультсериала «Пинки и Брейн».

## Сюжет
После того как лаборатория «АСМЕ» была полностью уничтожена белые мыши отправились в зоомагазин, где они спрятались в панцире черепахи, которую купила девочка Элмайра. После они начали жить у Элмайры и там же работать над захватом мира. Ранее Элмайра была персонажем в мультсериале «Приключения мультяшек».

## Персонажи
Брейн — подопытная мышь лаборатории «АСМЕ», главный герой франшизы. В результате эксперимента в генном сращивателе у Брейна увеличились умственные способности, что повлияло на его вид (огромная голова). Брейн одержим идеей захвата мира, но у него это не получается. Фактически, несмотря на постоянные замыслы захвата мира, он положительный герой, поскольку навредить никому он особо не хочет. По характеру достаточно вспыльчив, импульсивен и любит разглагольствовать на научном языке. Влюблён в Билли. Несмотря на то, что часто оскорбляет своего помощника Пинки, Брейн всё равно к нему сильно привязан и видит в нём верного товарища и хорошего сообщника.
Пинки — подопытная мышь лаборатории «АСМЕ». В отличие от Брейна, его интеллект находится на крайне низком уровне. Пинки очень добрый и доверчивый, что очень раздражает Брейна. Нередко Брейн бьёт Пинки за глупые мысли и изречения. Пинки куда более везуч, чем Брейн. Очень оптимистичен. Привязан к Брейну.
Элмайра — 8-летняя девочка, новая хозяйка Пинки и Брейна. Элмайра любит петь, смотреть телевизор, танцевать и играть в куклы с Пинки. Любовь Элмайры — Руди Мукич.
Руди Мукич — парень, живущий по соседству с Элмайрой. Хулиган, хочет стать знаменитым благодаря Пинки и Брейну. Хорошо разбирается в динамите и взрывчатке. Любовь Руди — Пэтти Энн.